# Phthiridium euxestum
Phthiridium euxestum är en tvåvingeart som först beskrevs av Speiser 1901.  Phthiridium euxestum ingår i släktet Phthiridium och familjen lusflugor.
Artens utbredningsområde är Myanmar. Inga underarter finns listade i Catalogue of Life.